# Sophie Rude
Sophie Rude, (Dijon, 16 de juny de 1797 - París, 4 de desembre de 1867) fou una pintora francesa del segle xix i model d'art.

## Biografia

### Família
Sophie Frémiet va néixer a la rue des Forges, a Dijon, on el seu pare, Louis Frémiet, mecenes i bonapartista ardent, era inspector fiscal. La seva mare, Thérèse Sophie Monnier, provenia d'una família d'artistes. L'avi matern de Sophie Frémiet, el gravador Louis-Gabriel Monnier, seria el primer conservador del Musée des Beaux-Arts de Dijon.
Louis Frémiet va prendre sota la seva protecció un jove desconegut, François Rude, deixeble de François Devosge i que vivia a casa seva, amb qui Sophie Frémiet es casaria, al juliol de 1821 a Brussel·les. La parella va tenir un fill, Amédée, que moriria als vuit anys.
El 1839 la parella va adoptar Martine Henriette Victorine Vanderhaert, neboda òrfena de Sophie Rude, que va posar per a diverses de les seves obres, futura esposa del seu nebot Paul Cabet.

### Formació i exili
Sophie Frémiet rebé lliçons d'Anatole Devosge, fill d'un amic del seu pare, que va ser el fundador de l'Escola de Dibuix de Dijon. Devosge era un antic alumne de Jacques-Louis David i transmeté a la seva deixebla l'estil neoclàssic del mestre.
Després de la caiguda del Primer Imperi i el retorn dels Borbons el 1815, la família Frémiet, com molts bonapartistes, va abandonar França per establir-se a Brussel·les, al Regne Unit dels Països Baixos, un estat de nova creació. Sophie Frémiet va continuar els estudis artístics sota la direcció d'un altre exiliat, mestre del seu primer mestre. En particular, feia còpies d'obres del seu professor, mentre exposava les seves pròpies obres, el 1818, a Brussel·les i Anvers.

### Carrera artística
Sophie Rude va començar la seva carrera pintant escenes mitològiques. El 1820, La Belle Anthia va guanyar el concurs per a la Reial Acadèmia de Belles Arts de Gant. En aquella època, Sophie Rude era una artista de moda, que va tenir molts encàrrecs, sobretot per a l'antic palau reial de Tervueren; aquestes obres van desaparèixer en l'incendi que va destruir el castell. El duc d'Arenberg li va encarregar al·legories. Treballà en un estil neoclàssic, dibuixant els seus temes inspirats principalment de la mitologia, encara que també produí un petit nombre d'obres d'inspiració religiosa. El seu estudi era freqüentat per artistes com Adèle Kindt.
El 1827 la família Rude es va traslladar a París i va obrir un estudi a la rue d'Enfer. Sophie Rude va començar una nova carrera com a pintora d'història i va abandonar la mitologia en contacte amb aquest univers parisenc on va sorgir la seva sensibilitat preromàntica. El 1833 va obtenir una medalla de segona classe per El comiat del rei d'Anglaterra als seus fills. Es va dedicar gairebé exclusivament al retrat a partir de 1840, tant dels seus familiars i amics com per a encàrrecs. I és precisament a través dels seus retrats que més destaca el seu talent, eclipsat pels èxits del seu marit. Serveix de model per a aquest últim, sobretot per a la figura de la Victòria en el famós alt relleu de la Partida dels Voluntaris de 1792, en un dels quatre brancals de l'Arc de Triomf de l'Étoile.

Després de la mort del seu marit, el 1855, Sophie Rude es va dedicar a exposar i donar a conèixer la seva obra.

Sophie Rude com a model
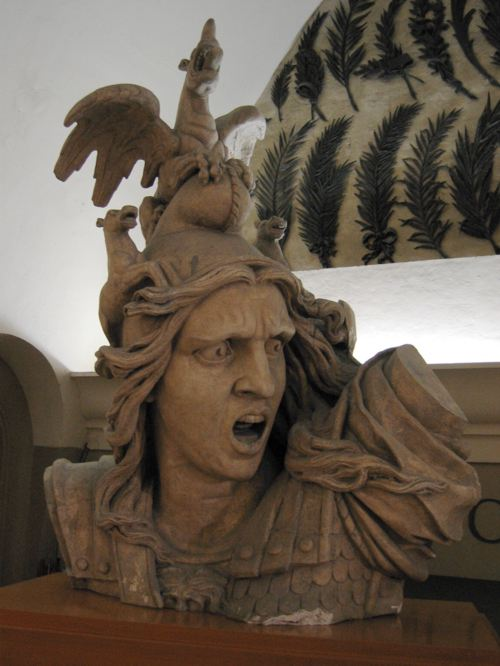
Sophie Frémiet va servir de model per al rostre del Genie de la guerre, a la Sortida dels Voluntaris creat per François Rude, a l'Arc de Triomf.
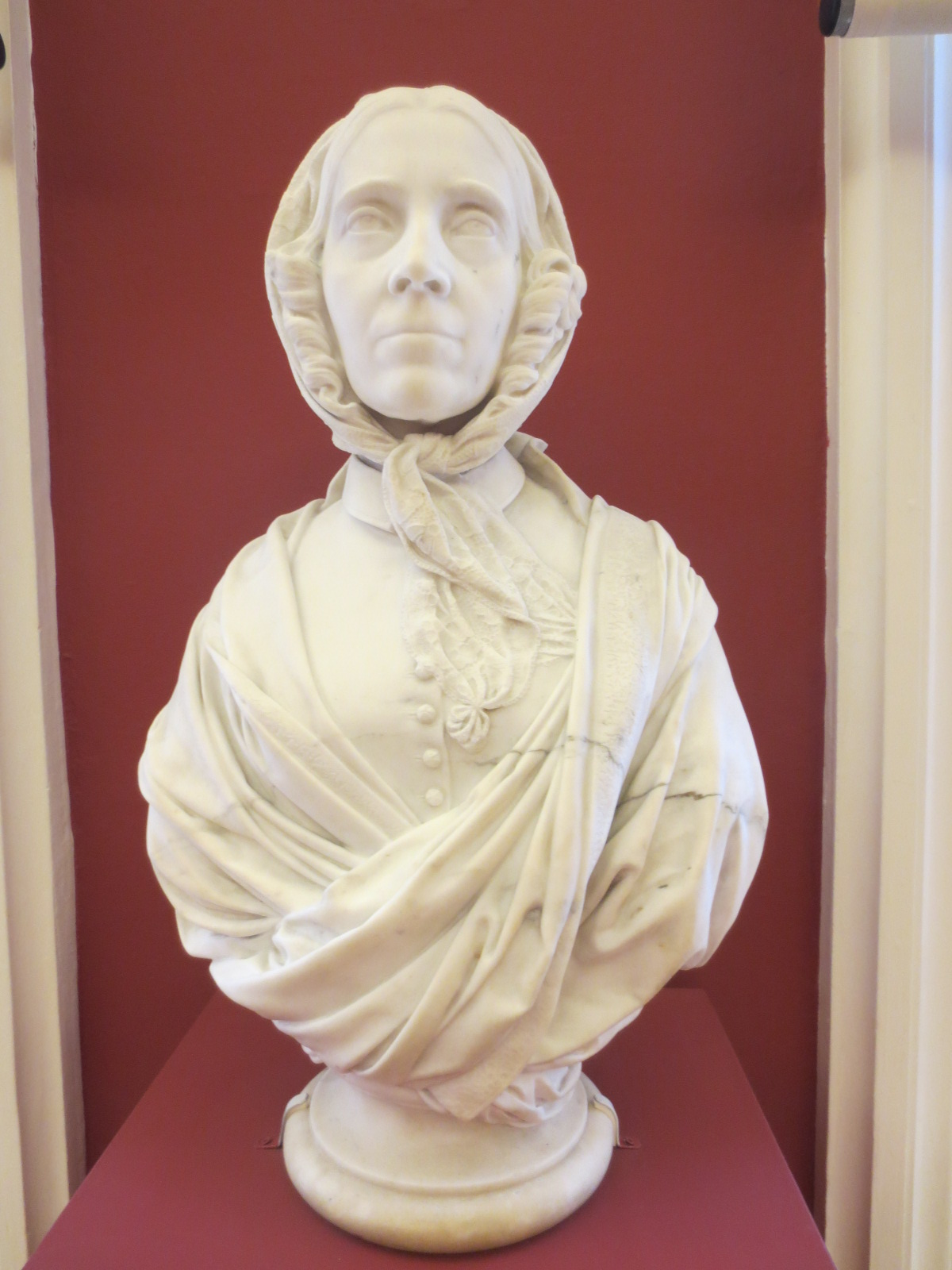
Paul Cabet, Bust de Sophie Rude (vers 1852-1855), marbre, Museu de Belles Arts de Dijon.

## Obra
El 1905, el seu quadre Autoretrat es va reproduir en un llibre que presentava dones pintores del món, Women Painters of the World, que donava una visió general de les dones pintores més destacades fins al 1905, quan es publicava aquest llibre
El Museu de Belles Arts de Dijon conserva una col·lecció de retrats pintats per Sophie Frémiet (31 pintures i dibuixos), que inclou retrats de Louis Frémiet (vers 1820), el seu fill Amédée, la seva germana Victorine Van der Haert (nascuda Frémiet), el seu nebot Jean-Baptiste Louis van der Haert, Paul Cabet, marit de la seva neboda Martine, François Rude així com un autoretrat.
No va ser fins al 2004 que Sophie Rude va ser objecte d'una exposició monogràfica. L'any 2012 el Museu de Belles Arts de Dijon, que manté la col·lecció més important de la seva obra, organitzà una primera exposició dedicada a la parella Sophie i François Rude.

## Col·leccions públiques
Es pot veure a Chalon-sur-Saône, al Museu Vivant-Denon: Retrat del pintor Camille Bouchet, oli sobre tela.
A Dijon, al Museu de Belles Arts:
- Retrat de Théophile Berlier, 1817, oli sobre tela
- Retrat de la seva germana Victorine Frémiet, 1818, oli sobre tela, 162 × 118
- Retrat d'home, vers 1820, oli sobre tela, 49,7 × 40,3
- Retrat del seu pare Louis Frémiet, vers 1821-1825, oli sobre tela, 49 × 39,5
- Ariadne Abandoned in the Island of Naxos, 1826, oli sobre tela
- Retrat de Madame Van der Haert, nascuda Victorine Frémiet, 1827, oli sobre tela, 145 × 118 [12]
- Retrat d'Amédée Rude, vers 1830, oli sobre tela, 46 × 38 [13]
- Retrat de Monsieur Paul Émile Villeneuve, vers 1830, oli sobre tela, 41 × 33
- El somni de la Verge coneguda com a La Sagrada Família, 1831, oli sobre tela, 211 × 178
- Entrevista entre el príncep i la duquessa de Montpensier, Saló de 1836, oli sobre tela, 115 × 100
- La duquessa de Borgonya arrestada a les portes de Bruges o Revolta a Bruges el 1436, Saló de 1841, oli sobre tela, 183 × 150
- Retrat de l'artista, autoretrat, 1841, oli sobre tela, 65 × 54
- Retrat de François Rude, 1842, oli sobre tela, 100 × 81,5
- Retrat de dona jove, 1849, oli sobre tela, 82 × 65
- Retrat de Madame Bassereau, 1852, oli sobre tela
- Retrat de Paul Cabet, 1854, oli sobre tela
- Retrat de Jean-Baptiste Van der Haert, 1856, oli sobre tela, 73 × 59
- Retrat de Césarine Huet, 1861, oli sobre tela, 101 × 81
- Retrat de Monsieur Petit, Paymaster General, 1861, oli sobre tela, 101 × 82
- Retrat de Madame Vauzelles i la seva filla, 1861, oli sobre tela, 101 × 81,5
- Retrat de Madame Gerbois i la seva filla, 1861, oli sobre tela, 100 × 80
- Retrat de Jean Auguste Devillebichot, vers 1862, oli sobre tela, 41 × 31
- Retrat de Monsieur Wasset, assessor del referèndum del Tribunal de Comptes, vers 1862, oli sobre tela, 76 × 61

Es pot veure a Gray, al Museu Baron-Martin: Retrat de M Gerbois (o Guerbois) amb la seva filla, 1861, oli sobre tela, 100 × 81.

Es pot veure a París, al museu del Louvre: Retrat de Bernard Wolf, actor, autor i director del Théâtre de la Monnaie de Brussel·les, oli sobre tela, 125 × 85.

Obres de Sophie Rude
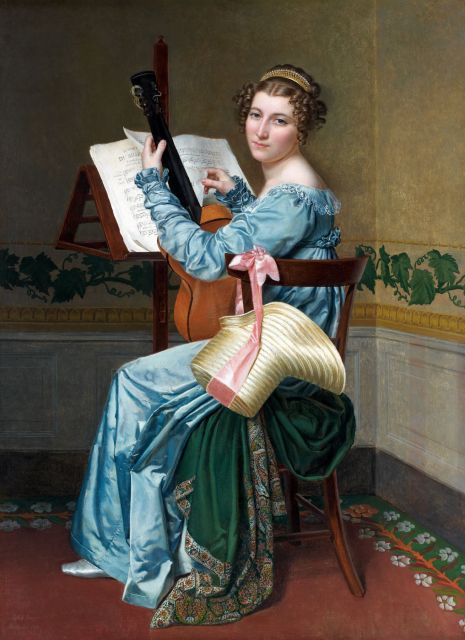
Retrat de Victorine Frémiet, germana de l'artista (1818), localització desconeguda.
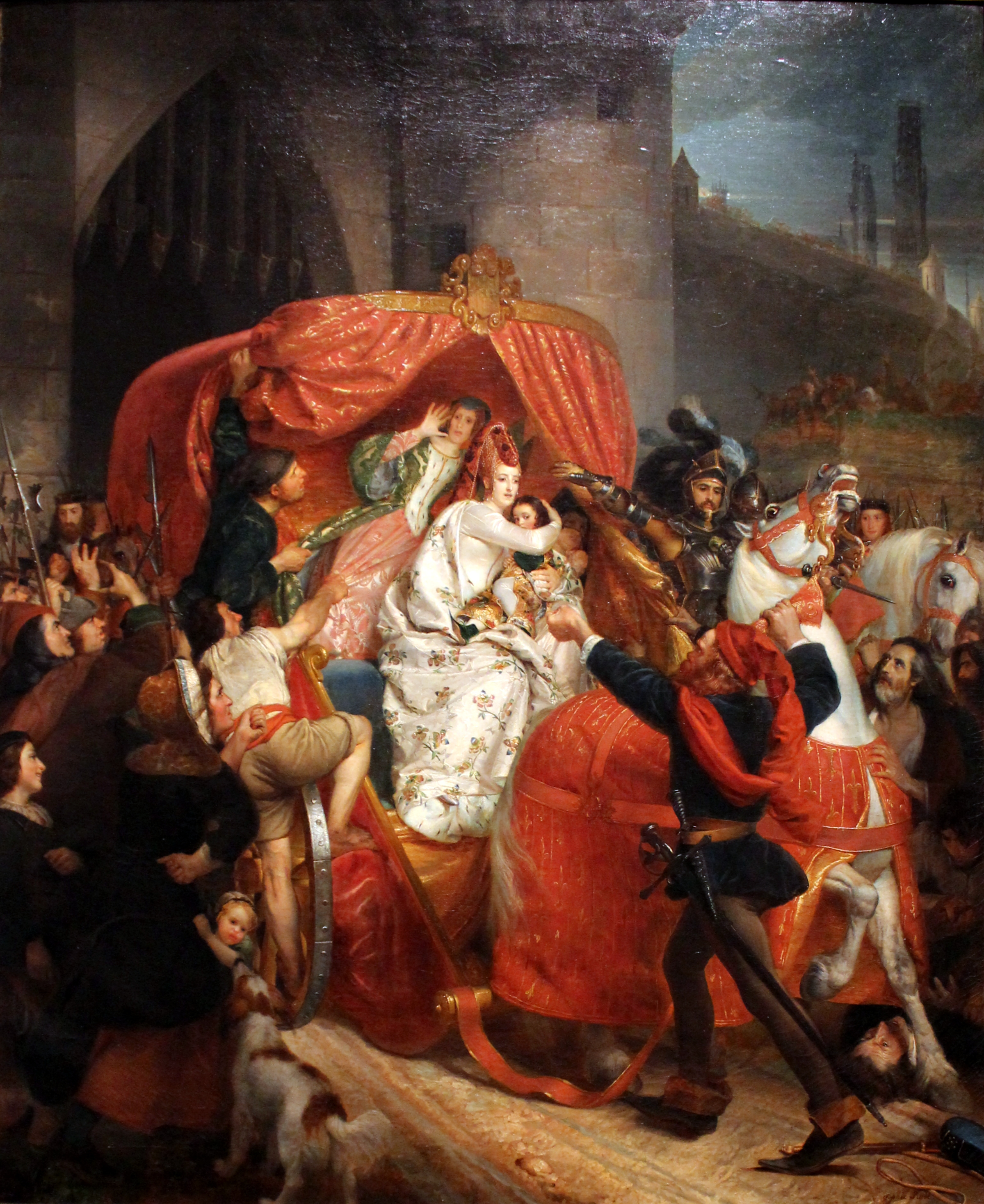
La duquessa de Borgonya detinguda a les portes de Bruges (1841), Museu de Belles Arts de Dijon.
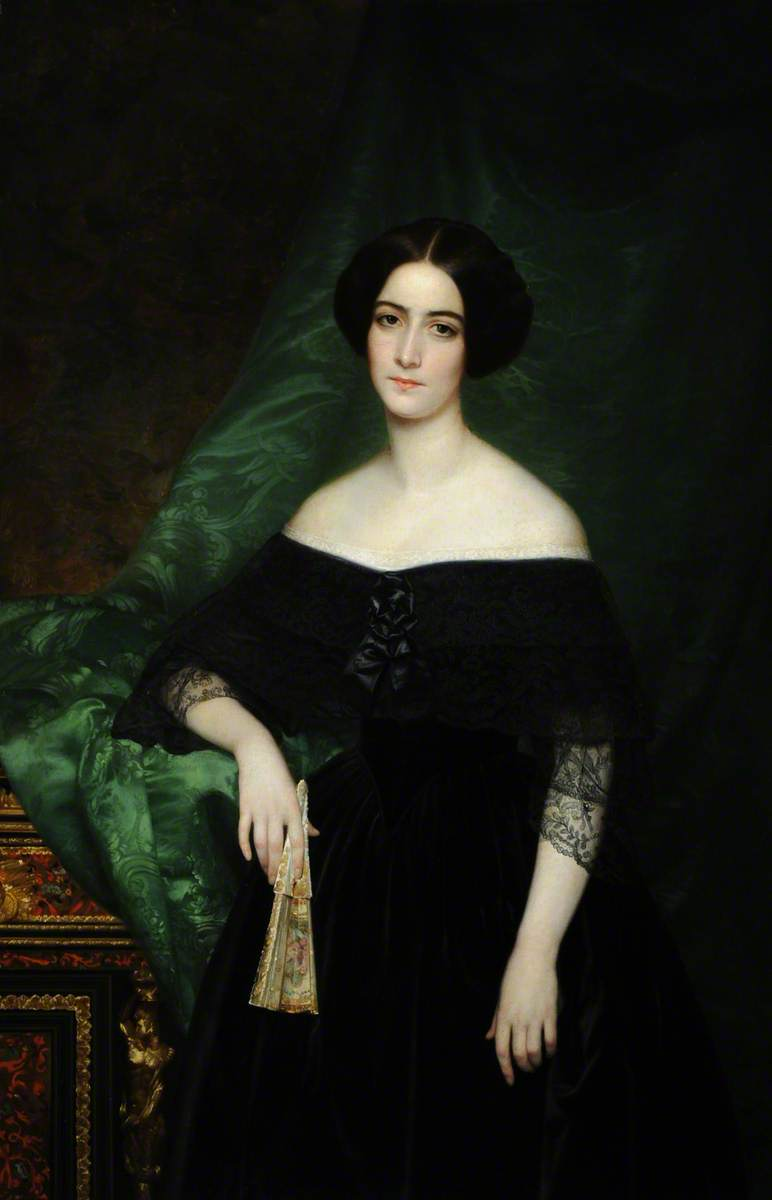
Mary Matthews, Madame Julien-Francois-Bertrand de La Chère, Château de Sizergh.
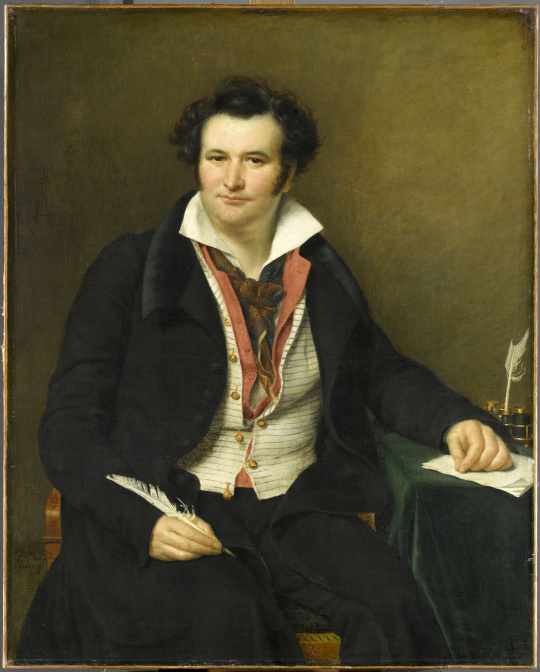
Llop, conegut com a Bernard (1778-1850), c1825, Museu del Louvre
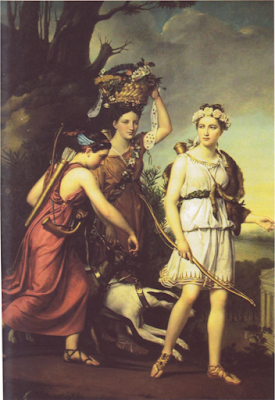
La Belle Anthia (1820), localització desconeguda.
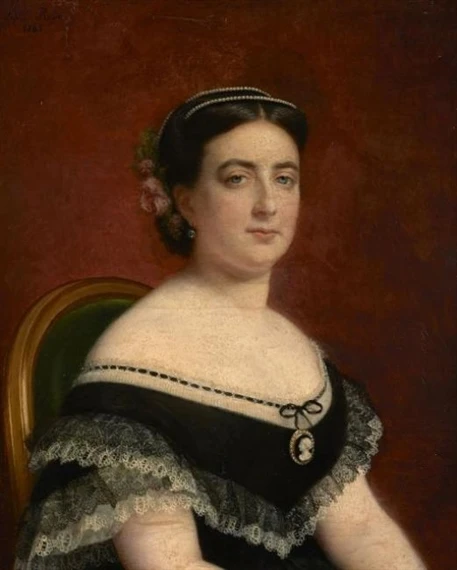
Retrat d'una dona amb un vestit negre (1863). Ubicació desconeguda.
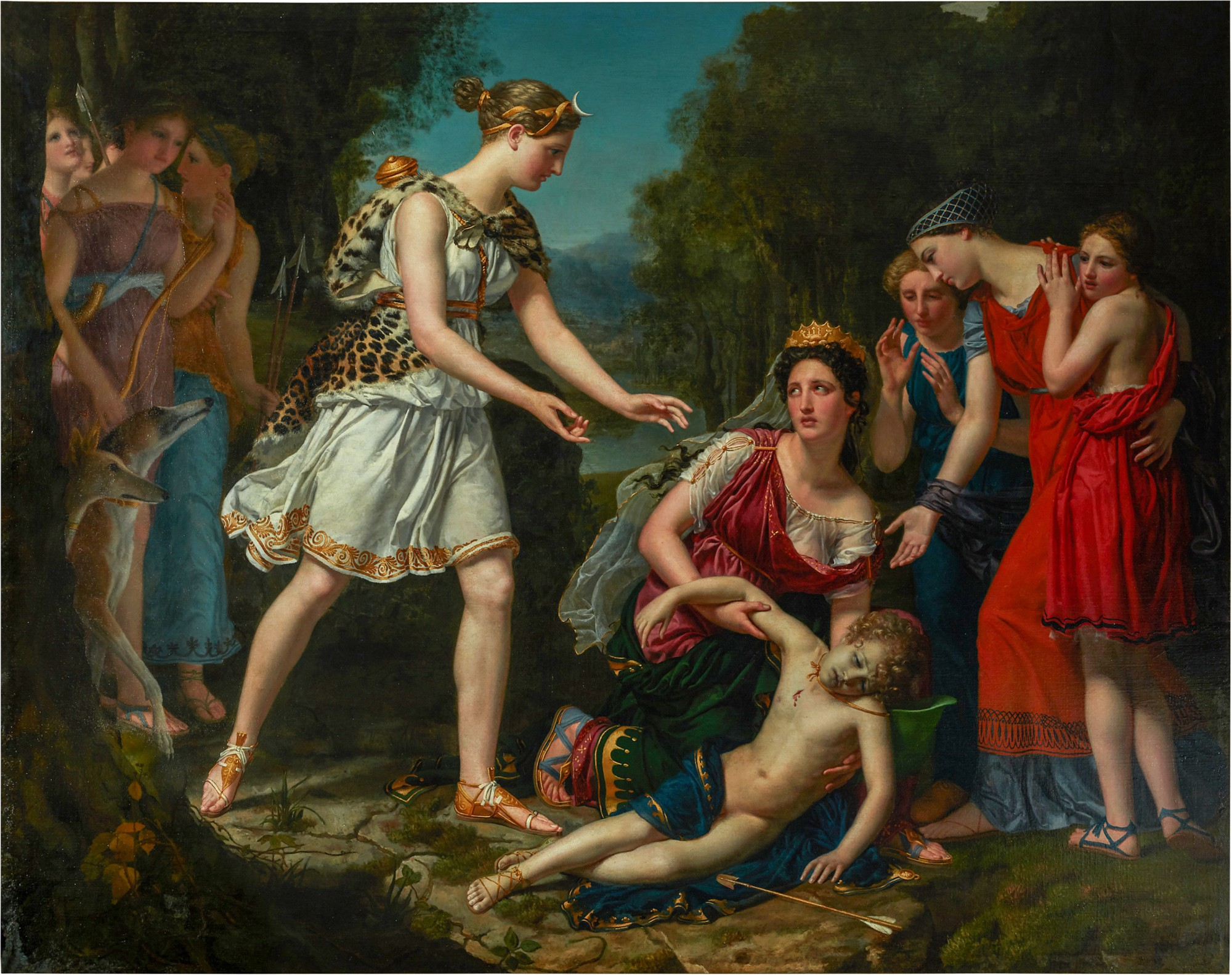
La mort de Cenchirias, fill de Neptú i de la nimfa Peirene (1821-1823)
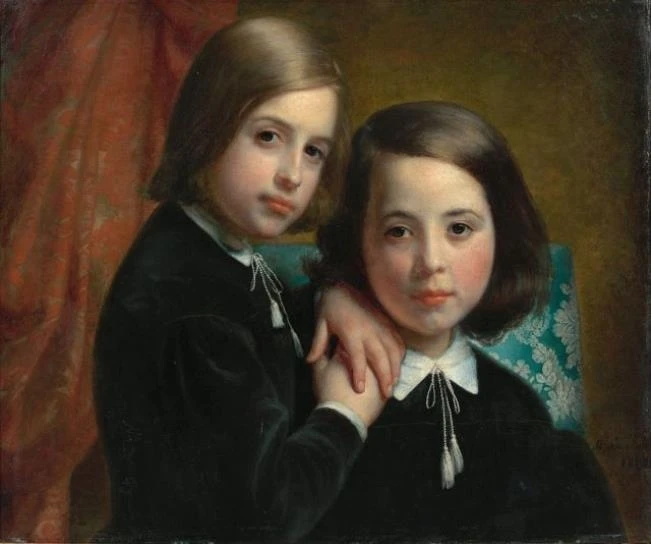
Retrat de dos nens, ubicació desconeguda.
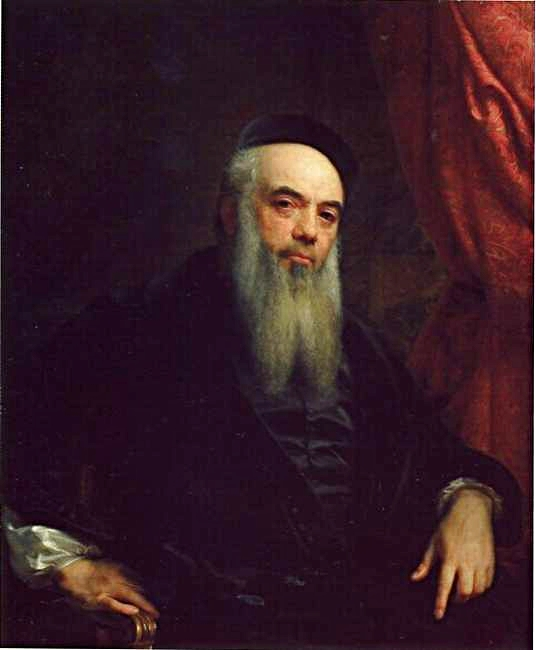
Retrat de Francois Rude (1842)

## Exposició
- François i Sophie Rude: Un parell d'artistes del segle xix, ciutadans de la Llibertat, Museu de Belles Arts de Dijon, 2012, exposició d'interès nacional.[4][9]